# Apogonia similis
Apogonia similis är en skalbaggsart som beskrevs av Moser 1913. Apogonia similis ingår i släktet Apogonia och familjen Melolonthidae. Inga underarter finns listade i Catalogue of Life.